# ニュース探究ラジオ Dig
『ニュース探究ラジオ Dig』（ニュースたんきゅうラジオ ディグ）は、2010年3月29日から2013年3月29日まで平日22:00 - 23:55にTBSラジオをキーステーションにJRN系列局で放送されていたラジオ番組である。
番組開始時の放送時間は5分間中断をはさみ22時から24時50分まで。24時からは『深夜営業』というコーナー名にした。本項は24時までを「本編」、24時以降を「深夜営業」として扱う。
2012年3月30日に深夜営業は終了。

## 概要
「Dig」は英語で「掘る」「掘り下げて調べる」などの意味がある。
日々のニュースから毎回テーマを選び、ゲストに招いた専門家に、パーソナリティーや時にはTwitterや電子メールによるリスナーからの質問をぶつけ解明する番組。

## ロゴとイラスト
番組のロゴとイラストは漫画家の河井克夫によるもの。当初は「ホリ子」という仮称がつけられていたが、番組開始から1か月ほど後に「掘田ディグ美」と正式に命名された。

## 放送媒体
- 地上波AMラジオ
- radiko
- インターネットによる地域制限のない番組独自のサイマル配信
  - 制作局のTBSラジオで野球中継を22:00以降まで延長した場合も、ネット局とインターネット配信は裏送りで定刻通り放送を開始する。TBSラジオが野球中継から当番組に飛び乗るまでの間は、音楽と出演者のフリートークとニュースコーナーでつなぐことが通例であった。2012年の日本シリーズ期間中である10月30日（火）から11月1日（木）は、交通情報の時間をBGMのみとした以外は裏送りとインターネット配信で通常のコーナーを放送した。

2010年9月28日までは火曜日のみスタジオから映像のストリーミング中継をした（後述）。

## 放送時間
下記はTBSラジオ。ネット局によって、放送時間が異なる。詳細は#ネット局参照。　　　　　
毎週月曜から金曜までの放送。
2012年4月2日 - 2013年3月29日
- 22:00 - 23:55（本編）
  - 2012年4月2日からは本編のみの放送となる。

2011年10月3日- 2012年3月30日
- 22:00 - 24:00（本編）
- 24:00 - 24:50（深夜営業）

2010年4月5日 - 2011年9月30日
- 22:00 - 23:55（本編）
- 24:00 - 24:50（深夜営業）

## 出演者

### パーソナリティ
| 期間           | 期間           | 月曜日                  | 火曜日            | 水曜日            | 木曜日            | 金曜日            |
| -------------- | -------------- | ----------------------- | ----------------- | ----------------- | ----------------- | ----------------- |
| 2010年4月5日   | 2011年9月30日  | 竹内香苗 カンニング竹山 | 竹内香苗 神保哲生 | 外山惠理 藤木TDC  | 外山惠理 荻上チキ | 水野真裕美 大根仁 |
| 2011年10月3日  | 2012年3月30日  | 外山惠理 カンニング竹山 | 外山惠理 神保哲生 | 外山惠理 荻上チキ | 江藤愛 藤木TDC    | 江藤愛 大根仁     |
| 2012年4月2日   | 2012年10月26日 | 外山惠理 カンニング竹山 | 外山惠理 神保哲生 | 外山惠理 荻上チキ | 江藤愛 藤木TDC    | 江藤愛 青木理     |
| 2012年10月29日 | 2013年3月29日  | 外山惠理 カンニング竹山 | 外山惠理 神保哲生 | 外山惠理 荻上チキ | 江藤愛 青木理     | 江藤愛 藤木TDC    |

代理パーソナリティ（レギュラーのパーソナリティが他の曜日を担当した件を除く）
- 2010年6月11日：久保ミツロウ（大根仁の代理。当時、大根が監督をしていたドラマ『モテキ』の原作者が久保）
- 2010年8月3日：山田道子 （神保哲生の代理）
- 2010年12月3日：仲野博文（大根仁の代理）
- 2011年3月15日：仲野博文（神保哲生の代理）
- 2011年6月3日：高木三四郎（大根仁の代理）
- 2011年9月9日：愛川ゆず季（大根仁の代理）
- 2011年12月16日：堀井憲一郎（大根仁の代理）

## タイムテーブル
2012年10月29日 -
本編
- 22:00 オープニング
- 22:10 その日のニュース
- 22:20 ローカル枠 - TBSは交通情報、TBS以外は音楽のみ流れる
- 22:25 今日のテーマにそった解明 - 火曜日は東日本大震災以降、崎山敏也記者による、福島第一原子力発電所事故の解説があるため、コーナー開始が遅くなる
- 23:25 DigTag
  - 月曜日：カンニング竹山の黒ぶちメガネ
  - 火曜日：DJ神保くんが行く
  - 水曜日：コラム・チキチキ塾
  - 木曜日：青木理のニュース侍
  - 金曜日：藤木TDCのCDT
- 23:35 ローカル枠 - TBSは交通情報と天気予報、TBS以外は音楽のみ流れる
- 23:38 日替わりコーナー
  - 月曜日：毎日新聞　N検digノート
  - 火曜日：TOYOTA モータースポーツDig（2010年5月4日-）
  - 水曜日：NEC Wisdom Square
  - 金曜日：ルーツ・プレゼンツ!江藤愛があなたを応援!
- 23:50 エンディング

## ネット局

### 番組終了時点
| 放送対象地域 | 放送局       | 放送日時                | 放送開始日    | 脚注        |
| ------------ | ------------ | ----------------------- | ------------- | ----------- |
| 関東広域圏   | TBSラジオ    | 月 - 金曜 22:00 - 23:55 | 2010年4月5日  | キー局      |
| 北海道       | 北海道放送   | 月 - 金曜 22:00 - 23:55 | 2010年4月5日  | [ 3 ]       |
| 福島県       | ラジオ福島   | 月 - 金曜 22:00 - 23:55 | 2011年10月3日 |             |
| 新潟県       | 新潟放送     | 月 - 金曜 22:00 - 23:55 | 2010年4月5日  |             |
| 富山県       | 北日本放送   | 月 - 金曜 22:00 - 23:55 | 2010年4月5日  |             |
| 静岡県       | 静岡放送     | 月 - 金曜 22:00 - 23:55 | 2010年4月5日  | [ 3 ]       |
| 中京広域圏   | 中部日本放送 | 月 - 金曜 22:00 - 23:55 | 2010年4月5日  | [ 4 ] [ 5 ] |
| 広島県       | 中国放送     | 火 - 金曜 22:00 - 23:55 | 2012年4月3日  | [ 6 ] [ 7 ] |
| 熊本県       | 熊本放送     | 月 - 金 22:00 - 23:55   | 2010年4月5日  |             |

- 『アクセス』と同様にローカルセールスかつ任意ネットとはいえ「JRNの報道番組」と位置付けられているため、テレビがJNN系列の兼営局ではJNN協定がラジオも含めた局全体を拘束するという解釈により毎日放送がネット受けしない限り近畿圏での放送は事実上できないとされている。ちなみにMBSは、『アクセス』についても、放送終了まで一貫してネット受けを実施しなかった。

### かつてのネット局
| 放送対象地域 | 放送局   | 放送時間日時            | 放送時期                     | 脚注  |
| ------------ | -------- | ----------------------- | ---------------------------- | ----- |
| 宮城県       | 東北放送 | 火 - 金曜 22:00 - 23:30 | 2010年4月6日 - 2012年9月28日 | [ 8 ] |